# Ari Rath

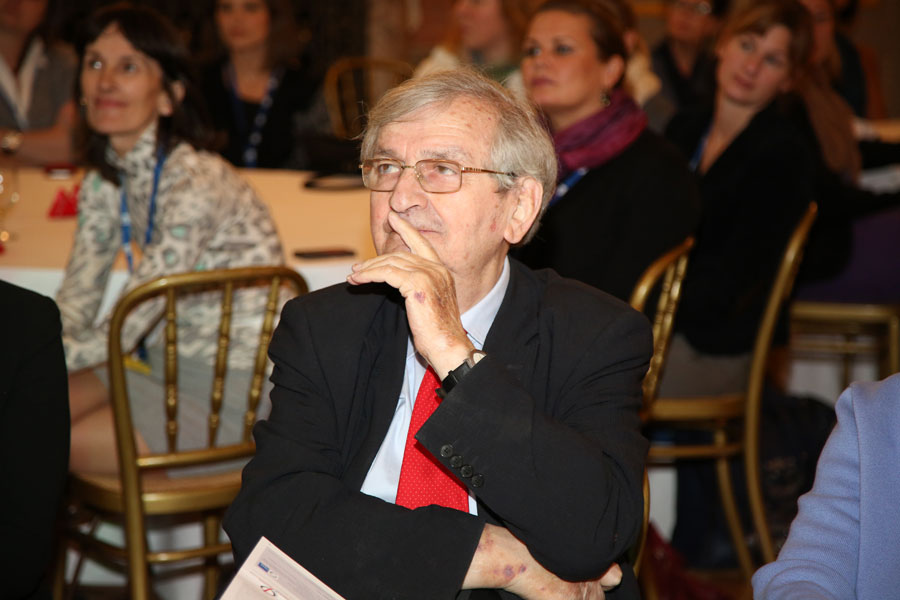
Ari Rath, 2013

Ari Rath (geboren am 6. Jänner 1925 in Wien als Arnold Rath; gestorben am 13. Jänner 2017 ebenda) war ein israelischer Journalist, Publizist und Friedensaktivist. Von 1975 bis 1989 war er Chefredakteur und Herausgeber der Jerusalem Post. In Deutschland wurde Rath einem breiteren Publikum durch seine häufige Teilnahme an der Fernsehsendung Der Internationale Frühschoppen bekannt.

## Leben

### 1925–1938, Kindheit in Wien
Ari Rath wurde als Arnold Rath am 6. Jänner 1925 in Wien als zweiter Sohn von Laura Rath (geborene Gross) und Josef Rath, einem Papiergroßhändler, geboren. Sein Vater betrieb seine Firma gemeinsam mit seinem älteren Bruder, Jakob Fried, zunächst im 1. Wiener Bezirk, Schulerstraße 16, später in größeren Räumlichkeiten in der Wiesingerstraße. Ari Rath trug anfangs die polnische Staatsbürgerschaft und war in Kolomea, dem Geburtsort seines Vaters, heimatberechtigt.
Im April 1929 nahm sich Laura Rath das Leben. Aris Vater gestattete ihm und seinem 1921 geborenen Bruder Maximilian (später Meshulam) nicht, am Begräbnis teilzunehmen. 1930 bis 1934 besuchte Rath die Schubertschule in der Grünentorgasse. 1931 erhielt er die österreichische Staatsbürgerschaft. Im September 1934 wechselte er an das Gymnasium Wasagasse, wo er gemäß einem Erlass des damaligen Bundeskanzlers und Unterrichtsministers Kurt Schuschnigg eine sogenannte Judenklasse besuchte. 1937 feierte Ari Rath seine Bar Mitzwa im Müllnertempel. Im selben Jahr wurde seine Halbschwester Henny „Channa“ geboren.
Einen Monat nach dem Anschluss Österreichs 1938 siedelte die Schubertschule in die Kalvarienberggasse in Hernals über. Rath trat der zionistischen Jugendbewegung Makkabi Hazair bei. Im Mai 1938 wurde sein Vater in das KZ Dachau deportiert. Der bereits zuvor als Kommissar bei der Papiergroßhandelsgesellschaft Fried & Rath eingesetzte SA-Sturmführer Boris Zeilinger übernahm die Geschäfte des Vaters.
Im September 1938 besuchte Ari Rath ein vierwöchiges Seminar zur Vorbereitung auf die Emigration nach Palästina bei Aron Menczer. Die 200 teilnehmenden Jugendlichen bewarben sich um 50 Ausreisezertifikate. In einem leidenschaftlichen Aufsatz überzeugte Rath Menczer, ihm einen der 50 Auswandererplätze zuzuteilen, obwohl er und sein Bruder bereits ein Children's Permit des Vereinigten Königreiches und Aussicht auf ein US-amerikanisches Affidavit hatten. Als überzeugter Zionist wollte Rath unbedingt nach Palästina. Am 31. Oktober 1938 wurde er zur Zwangsarbeit für die sogenannte Hermann-Göring-Alteisensammlung in die Lobau gebracht, doch gelang ihm die Flucht, und am 1. November 1938 nahm er wie geplant einen Zug vom Wiener Südbahnhof nach Triest.

### 1938–1948, vom Kibbuz nach New York und zurück
In Triest ging Rath an Bord des italienischen Dampfschiffs MS Galilea, das am 8. November 1938 Haifa erreichte. Rath wurde im Ahavah-Jugendheim in Kirjat Bialik untergebracht. Nach Abschluss seiner Ausbildung im September 1941 übersiedelte er zunächst in den Kibbuz Beit Jehoschuʿa, ehe er nach Zwischenstationen in den Kibbuzim Ramat David und Newe Eitan im September 1945 zum Kibbuz Chamadja fand, der seine neue Heimat wurde. Im selben Jahr entsandte der Kibbuz ihn zur neugegründeten, 1959 in der Histadrut ha-Noʿar ha-ʿOved we-ha-Lomed aufgegangenen Jugendbewegung Ha-Tnuʿah ha-Meʾuchedet, deren Haifaer Zweig er gründete und leitete.
Im Herbst 1946 wurde Rath in die USA zur zionistischen Jugendbewegung HaBonim entsandt, um junge Juden für die Kibbuz-Bewegung anzuwerben. Mit Hilfe eines US-Konsuls ergatterte er einen der 15 Quotenplätze für Juden aus Palästina an Bord des einzigen Passagierschiffs, das zwischen dem Nahen Osten und Amerika verkehrte, der Marine Carp, mit der er am 8. Dezember 1946 New York erreichte. In der Ankunftshalle traf er mit seinem Vater, seiner Stiefmutter Rita Rath, seinem Bruder Meshulam und seiner Halbschwester Henny zusammen. Neben seiner Arbeit für Habonim bot er sich dem späteren Gründer des AIPAC-Vorläufers American Zionist Committee for Public Affairs, Isaiah L. Kenen, als Mitarbeiter bei der Jewish Agency an. Um an den UNSCOP-Sitzungen teilnehmen zu können, besorgte sich Rath über einen Bekannten bei der hebräischen sozialistischen Tageszeitung Davar einen Presseausweis. Es gelang ihm als Erstem zu melden, dass die Ostblockstaaten die Teilung Palästinas und die Gründung eines jüdischen Staates befürworteten – sein erster Scoop, lange bevor er Journalist wurde.
Teddy Kollek warb Rath an, um Waffenlieferungen aus den USA nach Palästina zu organisieren. In dieser Rolle lernte er Mosche Scharett kennen. Nach der Staatsgründung Israels wurde Rath gemeinsam mit Kollek und dessen engstem Kreis im Garten des Truman-Unterstützers und Waffenschmugglers Abraham Feinberg zum Offizier der israelischen Armee ernannt. Mit einem Empfehlungsschreiben Kolleks schiffte sich Rath im September 1948 wieder nach Europa ein, um an der UNO-Generalversammlung in Paris teilzunehmen. Dort begegnete er dem Mossad-Verantwortlichen in Europa, Asher Ben-Natan, der ihm ein Empfehlungsschreiben für seine Weiterreise nach Wien gab. In Wien besuchte Rath am 9. November 1948 eine Gedenkveranstaltung zum zehnten Jahrestag der Reichspogromnacht im Musikverein. Einige Tage später reiste er nach Marseille, um dort als Kommandant das Schiff namens Caesarea mit 900 Immigranten nach Israel zu führen.

### 1948–1957, Kibbuznik in Chamadia
Nach seiner Rückkehr in den Kibbuz Chamadia meldete sich Rath im Verteidigungsministerium in Tel Aviv zum Militärdienst. Doch erhielt er keine Freigabe des Kibbuzsekretariats, daher blieb er in Chamadia und arbeitete als Melker und Kindergärtner. 1951 warb die vereinigte Jugendbewegung um Rath als Generalsekretär und tauschte seine Freistellung vom Kibbuz gegen die Entsendung von 60 Nachal-Absolventen (kämpfende Pionierjugend), die eine erhebliche Stärkung des bis dahin 90 Mitglieder zählenden Kibbuz bedeutete. Rath bezog eine Kommune in Jaffa und hielt sein neues Amt zweieinhalb Jahre, ehe er 1953 zum Sekretär von Chamadia gewählt wurde, in den Kibbuz zurückkehrte und die Kibbuz-Zeitung Ma Nishma gründete.
1956 wurde er ausgewählt, um Israel beim Jahreskongress der IUSY, des internationalen Verbandes sozialistischer Jugendorganisationen, in Tampere zu vertreten. Danach reiste er nach Bommersvik zum Sommerseminar der Sozialistischen Jugend Schwedens, wo er sich mit Olof Palme anfreundete.
Von 1957 bis 1959 ließ sich Rath vom Kibbuz beurlauben und zog nach Jerusalem, um an der Hebräischen Universität Volkswirtschaft und Geschichte zu studieren.

### 1958–1989, Journalist und Chefredakteur derJerusalemPost
Am 1. Oktober 1958 wurde Ari Rath diplomatischer Korrespondent der Tageszeitung Jerusalem Post. Am 4. November 1959 heiratete er Dorothy Gewirzman. Da er 1959 nicht nach Chamadia zurückkehrte, wurde er offiziell aus dem Kibbuz ausgeschlossen. Am 8. März 1960 flog er als begleitender Reporter mit David Ben-Gurion in die USA. Rath gelang es als einzigem Journalisten, dem ersten Gespräch Ben-Gurions mit Konrad Adenauer im Waldorf-Astoria-Hotel beizuwohnen.
Nach diesem Scoop versuchte Arie Dissenchik, der Chefredakteur der auflagenstärksten israelischen Tageszeitung, Ma'ariv, Rath abzuwerben, aber dieser entschied sich für den Verbleib bei der Jerusalem Post, schrieb jedoch auch einige Artikel für Ma'ariv. 1960 stieg Rath zum Redakteur und 1961 zum Chef vom Dienst der Jerusalem Post auf. 1962 wurde seine Ehe geschieden.
Im Juni 1963, kurz vor der Ernennung Levi Eschkols zum Ministerpräsidenten Israels, gab dieser Rath ein ausführliches Interview. Eschkol bot Rath das Amt des Regierungspressesprechers an, doch intervenierte Golda Meir, die keinen Ben-Gurion-Vertrauten in diesem Amt wünschte.
Im Mai 1963 nahm Rath als Vertreter der israelischen Nachrichtenagentur ITIM an der Gründungsversammlung der OAU teil. 1964 setzte sich Rath unter anderem bei Indira Gandhi und Premierminister Lal Bahadur Shastri für die Verbesserung der indisch-israelischen Beziehungen ein.
Im Juli 1965 teilte Shimon Peres Rath mit, dass er Ben-Gurions Wahlkampfleiter werden solle. Doch obwohl Ben-Gurion Persönlichkeiten wie Peres, Mosche Dajan, Jitzchak Nawon und Chaim Herzog in seiner neuen, von Mapai abgespaltenen Rafi-Partei versammelte, errang diese bei den Parlamentswahlen nur zehn der 120 Sitze. Im November 1965 kehrte Rath zur Jerusalem Post zurück. 1967 meldete er sich freiwillig, um im Sechstagekrieg als Oberfeldwebel eines Infanterieregiments der aus Reservisten zusammengesetzten Jerusalemer Brigade zu kämpfen.
1970 wurde Rath Mitglied des International Press Institute. Im April reiste er als Beobachter zur Gründungsversammlung der Asiatischen Pressestiftung nach Manila. Am Rande der Veranstaltung traf Rath Adam Malik, um eine Annäherung zwischen Israel und Indonesien voranzutreiben.
Im Mai 1973 erschien in der Jerusalem Post das letzte Interview mit Ben-Gurion. Am 2. September 1973 reiste Rath nach Santiago de Chile zu den Feierlichkeiten zum dritten Jahrestags des Sieges der Unidad Popular. Am 11. September erlebte er den Putsch gegen Salvador Allende, und in den Morgenstunden des 12. September traf ihn ein Schrapnell eines schweren Maschinengewehrs, doch überlebte er die Verletzung.
Im Herbst 1975 wurde Rath Chefredakteur und Herausgeber der Jerusalem Post und bekleidete diese Position bis zum 31. Oktober 1989, als er im Zuge des Verkaufs der Jerusalem Post an die kanadische Hollinger Inc. entlassen wurde.

### 1989–2017

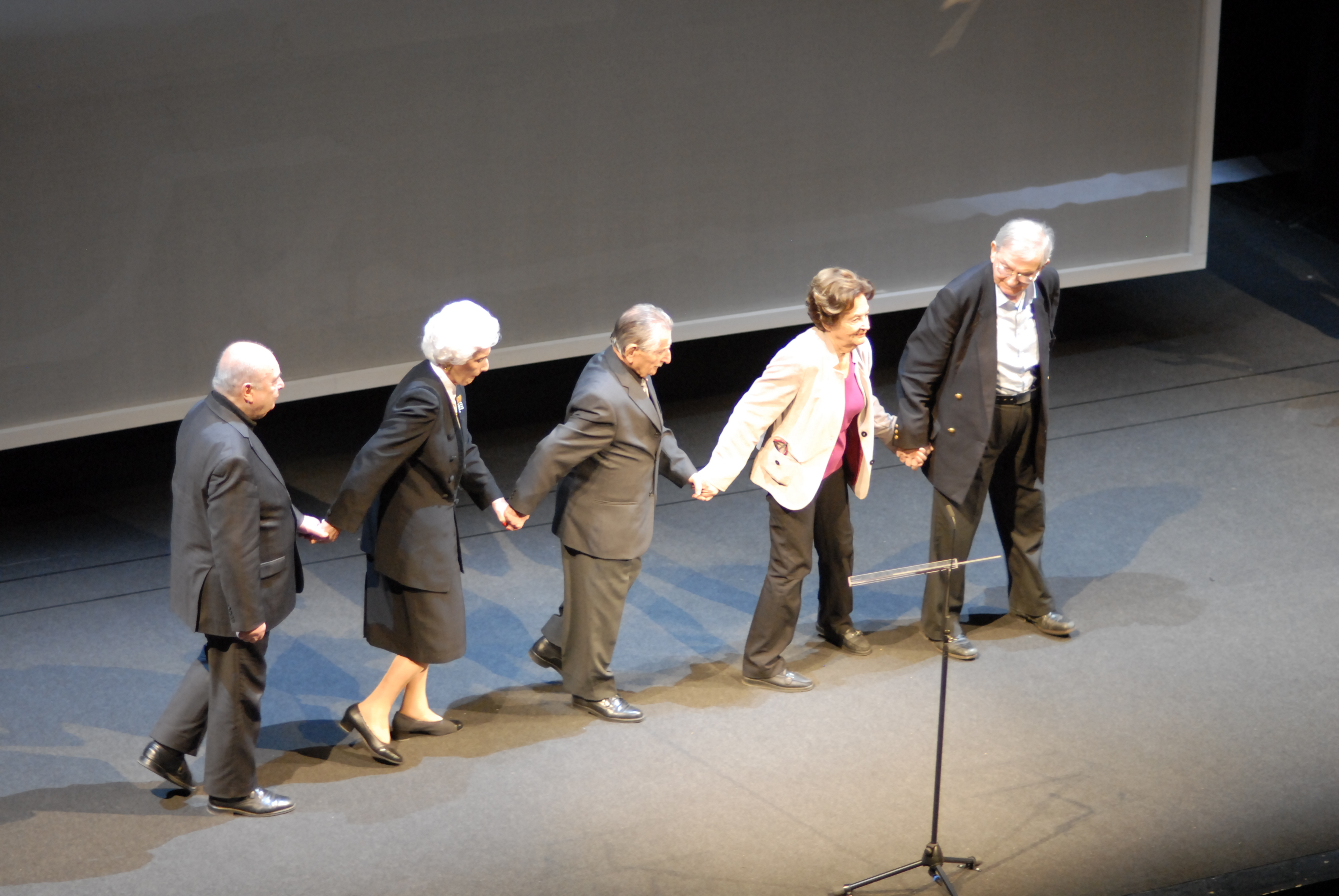
Die letzten Zeugen (Rath ganz rechts), 2015

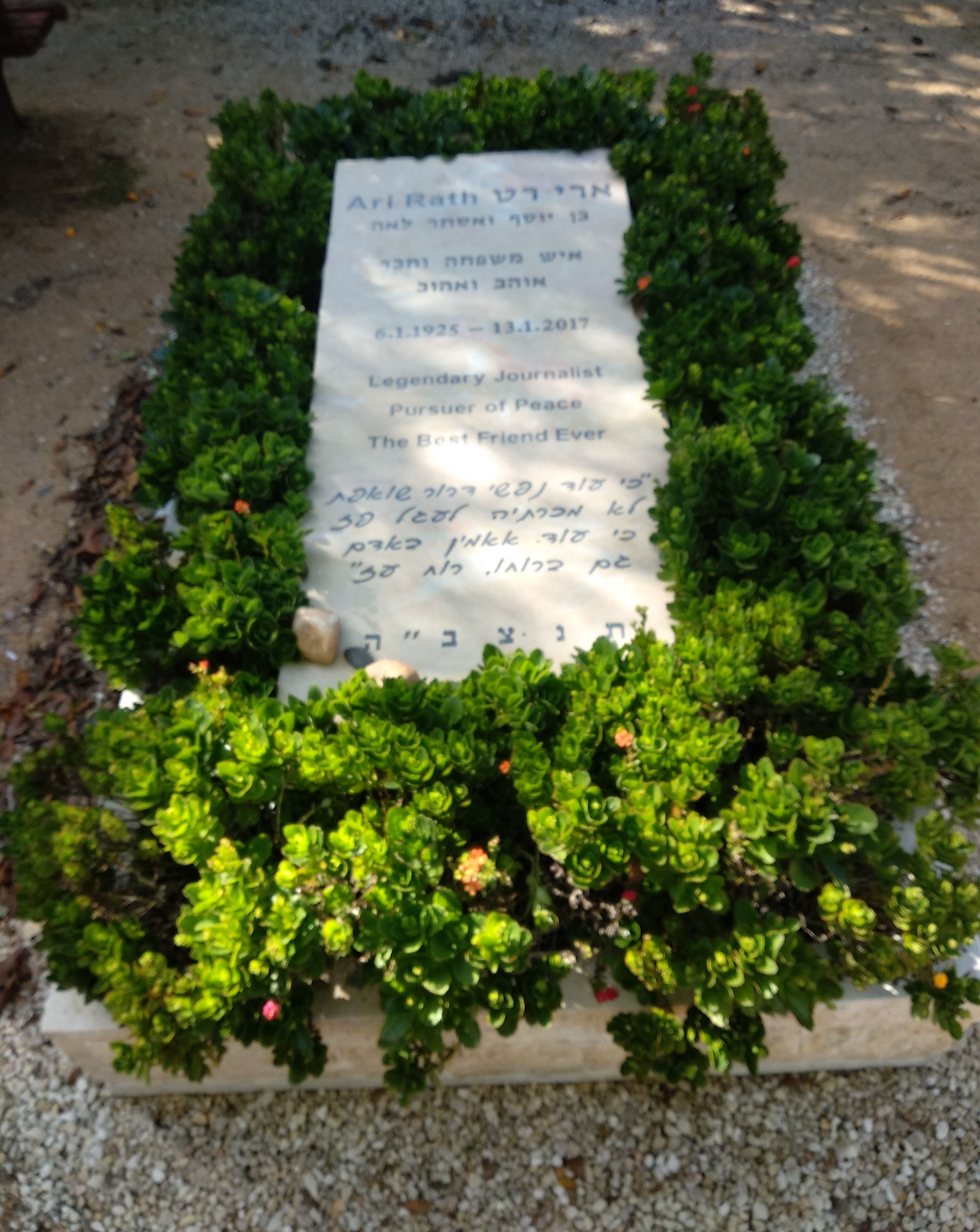
Ari Raths Grab in Givat Hashlosha (2017)

Nach seinem Ausscheiden aus der Jerusalem Post setzte sich Rath für die Einführung einer englischen Ausgabe der Tageszeitung Haaretz ein, die seit dem Jahr 1997 erscheint. Teddy Kollek ernannte Rath zum Sonderberater der Jerusalem Foundation, ein Amt, das er nach drei Jahren niederlegte.
1990 war Rath eines der Gründungsmitglieder der Backchannel-Diplomacy-Organisation Next Century Foundation. 1991 nahm er auf Einladung des schwedischen Außenministers Sten Andersson als Teil der sechsköpfigen israelischen Delegation an den Gesprächen des Dag-Hammarskjöld-Lehrstuhls der Universität Uppsala teil, die den Oslo-Friedensprozess vorbereiteten. Nach der Ermordung von Ministerpräsident Jitzchak Rabin am 4. November 1995 schrieb Rath auf Bitte Helmut Schmidts einen Nachruf für die Wochenzeitung Die Zeit.
Rath war von 1998 bis 2000 Teil des von der Konrad-Adenauer-Stiftung initiierten Trialogs zwischen Israelis, Palästinensern und Deutschen. 2000 wurde Rath Mitglied des Redaktionsausschusses des Palestine-Israel-Journals. Im Wintersemester 2002/2003 und Sommersemester 2005 war er Fellow am Moses Mendelssohn Zentrum für europäisch-jüdische Studien der Universität Potsdam.
2005 nahm Rath neben der israelischen die österreichische Staatsbürgerschaft an. Im selben Jahr wurde er Herausgeber der Online-Zeitung der Kopenhagen-Gruppe, Partners for Peace, die 2007 eingestellt wurde, nachdem die dänische Regierung ihre Finanzierung strich.
2012 erschien Raths Autobiographie Ari heißt Löwe. Rath war einer der sieben Zeugen in der Wiener-Burgtheater-Produktion Die letzten Zeugen von Doron Rabinovici und Matthias Hartmann, die 2014 zum Berliner Theatertreffen eingeladen wurde.
Ari Rath starb am 13. Jänner 2017 im Wiener Allgemeinen Krankenhaus an den Folgen eines Herzleidens. Er wurde am 16. Jänner nahe dem Grab seines Bruders auf dem Friedhof des Kibbuz Giv'at Haschloscha in Israel begraben. Zu den Grabrednern zählten neben Mitgliedern seiner Familie die österreichische Nationalratspräsidentin Doris Bures, der Politiker Avraham Burg, der eine Rede des israelischen Staatspräsidenten Reuven Rivlin verlas, Gertraud Auer Borea d’Olmo, Generalsekretärin des Bruno Kreisky Forums in Wien, und Saleh Turujman, ein in Washington lebender palästinensischer Freund Raths.

## Ehrungen

### Auszeichnungen
- 1997: Österreichisches Ehrenkreuz für Wissenschaft und Kunst I. Klasse
- 2002: Moses-Mendelssohn-Medaille[77]
- 2005: Bundesverdienstkreuz 1. Klasse[78] der Bundesrepublik Deutschland
- 2005: Goldener Rathausmann der Stadt Wien
- 2006: Goldenes Verdienstzeichen des Landes Wien[79]
- 2006: Österreichischer Berufstitel Professor[80]
- 2011: Großes Ehrenzeichen für Verdienste um die Republik Österreich[81]
- 2015: Goldenes Ehrenzeichen für Verdienste um das Land Wien[82]

### Ari-Rath-Preis
Am 2. November 2017 wurde die Stiftung des Ari-Rath-Preises für kritischen Journalismus bekanntgegeben. Der erste Preis wurde von einer Jury unter dem Vorsitz von Gertraud Auer Borea d’Olmo Alexandra Föderl-Schmid zuerkannt. Den Ari Rath Preis für kritischen Journalismus 2019 erhielt Silvana Meixner, den Ari Rath Ehrenpreis Helmut Brandstätter. 2020 erhielt die Standard-Redakteurin Irene Brickner den Preis, für 2021 wurde er dem stellvertretenden Chefredakteur der Wiener Zeitung, Thomas Seifert, zuerkannt. 2024 wird Standard-Korrespondentin Maria Sterkl mit dem Preis ausgezeichnet.

### Ari-Rath-Platz
Vom Wiener Kulturamt wurde 2019 ein öffentlicher Platz im 9. Bezirk (Alsergrund) nahe der Porzellangasse, wo Rath als Kind gewohnt hatte, Ari-Rath-Platz benannt.

## Schriften
- Ari Rath, Erwin Frenkel: Front page Israel. Major events 1932–1986 as reflected in the front pages of the Jerusalem Post. The Jerusalem Post, Jerusalem 1986, ISBN 0-933503-09-1.
- Ari Rath: Auf dem Weg zum Frieden. Artikel und Essays aus fünf Jahrzehnten. Verlag für Berlin-Brandenburg, Potsdam 2005, ISBN 3-935035-77-2.
- Ari Rath: Ari heißt Löwe. Erinnerungen. Aufgezeichnet von Stefanie Oswalt. Paul Zsolnay Verlag, Wien 2012, ISBN 978-3-552-05585-8. (Als Taschenbuch: S. Fischer, Frankfurt am Main 2014, ISBN 978-3-596-19836-8.)